# Spiniraja whitleyi
Spiniraja whitleyi е вид акула от семейство Морски лисици (Rajidae). Видът е уязвим и сериозно застрашен от изчезване.

## Разпространение и местообитание
Разпространен е в Австралия (Западна Австралия, Нов Южен Уелс, Тасмания и Южна Австралия).
Обитава крайбрежията и пясъчните дъна на морета и рифове. Среща се на дълбочина от 22 до 131 m, при температура на водата от 14,6 до 17,9 °C и соленост 35,4 – 36 ‰.

## Описание
На дължина достигат до 1,7 m.